# Anisodes metamorpha
Anisodes metamorpha är en fjärilsart som beskrevs av Louis Beethoven Prout 1925. Anisodes metamorpha ingår i släktet Anisodes och familjen mätare. Inga underarter finns listade i Catalogue of Life.